# Avenir (canção)
"Avenir" é uma canção gravada pela cantora e compositora francesa Louane, para o seu álbum de estreia Chambre 12. A canção foi lançada em 5 de janeiro de 2015, como segundo single do álbum. 

## Lista de faixas
- Download digital[2]

1. "Avenir" – 3:15

## Paradas
| Parada (2015)                   | Melhor posição |
| ------------------------------- | -------------- |
| Alemanha (Media Control Charts) | 3              |
| Bélgica (Ultratop Flanders)     | 7              |
| Bélgica (Ultratop Wallonia)     | 5              |
| França (SNEP)                   | 1              |
| Polônia (ZPAV)                  | 18             |
| Suíça (Schweizer Hitparade)     | 42             |